# Ptisana caudata
Ptisana caudata är en kärlväxtart som först beskrevs av Edwin Bingham Copeland, och fick sitt nu gällande namn av Murdock. Ptisana caudata ingår i släktet Ptisana och familjen Marattiaceae. Inga underarter finns listade i Catalogue of Life.